# Like a Stone
"Like a Stone" é o segundo single do disco de estréia do Audioslave, que tem o mesmo nome da banda, Audioslave, lançado em 2002. A música gira em torno de um simples riff de guitarra, e apresenta uma das marcas registradas de Tom Morello, solos agudos utilizando o Whammy Digitech.
Esse é o single de maior sucesso do álbum, tendo alcançado o primeiro lugar na parada Mainstream Rock Tracks da Billboard e na parada Alternative Songs, além do 31° lugar na parada Billboard Hot 100.
"Like a stone" é o single de maior sucesso da banda e foi premiado como disco de ouro pela RIAA.

## Informações sobre a música
O baixista Tim Commerford explicou que a música narra um velho homem à espera da morte. Ele senta sozinho em sua casa depois que todos os seus amigos e sua família se foram (desta vida). Ele está à espera de reencontrá-los.
Porém, enquanto Commerford pensa que originalmente a música fala sobre amor e romance, Chris Cornell explica: "É uma canção que aborda a concentração na vida seguinte que você deseja, tanto quanto um monoteísta: Você trabalha duro toda a sua vida para ser uma pessoa moral, agradável e generosa... E você irá para o inferno de qualquer jeito."
A melancolia e certas partes da letra de "Like a Stone" induziu alguns a pensar se Cornell não teria escrito a música para o antigo cantor do Alice in Chains, Layne Staley, que morreu em Abril de 2002. A resposta de Cornell quanto aos boatos foi: "Não. Eu não sou um desses caras que, quando algo acontece, eles dizem 'Bem, 11/9, e agora é dia 12/9, deixe-me escrever algo sobre o assunto'. Eu escrevi a letra antes da morte dele. Você pode facilmente interpretar mal essas coisas, mas eu não preciso sentar-me e planejar escrever sobre um fato específico. Eles vêm, ou não."

## Videoclipe
O vídeo de "Like a Stone" foi escrito e dirigido pelo vencedor do Grammy, Meiert Avis, que também já dirigiu outros vídeos para State Radio, U2, Bruce Springsteen, Bob Dylan, J-Lo e vários outros. O vídeo foi produzido por Oualid Mouaness. Foi gravado em Los Angeles, em uma velha mansão espanhola, onde Jimi Hendrix já morou e compôs. As imagens consistem em retratar fortemente os músicos, mostrando-os gravando em dias de chuva pesada. Sons de elementos vivos reforçam o realismo do vídeo.
Até outubro de 2022, o clipe conta com mais de 1 bilhão de visualizações no YouTube.

## Desempenho nas tabelas musicais
| Tabela (2003)                                  | Melhor posição |
| ---------------------------------------------- | -------------- |
| Austrália (ARIA)                               | 35             |
| Brasil (ABPD)                                  | 11             |
| Nova Zelândia (Recorded Music NZ)              | 14             |
| Estados Unidos (Billboard Hot 100)             | 31             |
| Estados Unidos (Billboard Alternative Airplay) | 1              |
| Estados Unidos (Billboard Mainstream Rock)     | 1              |
| Estados Unidos (Billboard Adult Top 40)        | 23             |
| Estados Unidos (Billboard Top 40 Mainstream)   | 27             |

## Faixas
1. "Like a Stone" - 4:57
2. "Like a Stone (Live BBC Radio 1 Session)" - 4:58
3. "Gasoline (Live BBC Radio 1 Session)" - 4:45
4. "Set It Off" (Live from Letterman) - 4:01
5. "Super Stupid (Live BBC Radio 1 Session)"
6. "Like a Stone (Vídeoclipe)"

## Créditos
- Chris Cornell - vocalista
- Tom Morello - guitarrista
- Tim Commerford - baixista
- Brad Wilk - bateria
- Simon Askew - produtor
- John Burton - técnico
- Lindsay Chase - vozes, produtora e coordenadora
- Rich Costey - mixador
- Greg Fidelman - edição digital
- Harvey Goldberg - técnico
- Chris Holmes - técnico assistente
- Vlado Meller - masterização
- Darren Mora - técnico assistente
- Floyd Reitsman - técnico
- Rick Rubin - produtor, mixador
- Thom Russo - técnico, edição digital, mixador
- Andrew Scheps - técnico, edição digital
- David Schiffman - técnico
- Nick Scripps - técnico
- Miles Wilson - técnico assistente

### Vídeo
- Meiert Avis - diretor
- Oualid Mouaness - produtor
- Danny Hiele - diretor de produção
- Philip Duffin - designer

## Miscelânea
- A edição limitada veio com um poster.